# Холявка (приток Вязьмы)
Холявка — река в России, протекает в Ивановской области. Правый приток Вязьмы.
Длина реки — 14 км. Исток реки — в болоте Синява Тейковского района. Устье реки находится в Лежневском районе. Не судоходна. Населённых пунктов вдоль русла реки нет.